# Chironia palustris
Chironia palustris là một loài thực vật có hoa trong họ Long đởm. Loài này được Burch. mô tả khoa học đầu tiên năm 1824.